# Valentine Schaaf
Valentine Theodore Schaaf OFM (Cincinnati, 18 de marzo de 1883 - Roma, 1 de diciembre de 1946), fue un abogado y sacerdote católico estadounidense. Schaaf fungió como ministro general de la Orden de los Frailes Menores entre 1945-1946.

## Biografía
Theodore Schaaf nació en Cincinnati, Ohio el 18 de marzo de 1883. Ingresó a la Orden Franciscana el 15 de agosto de 1901 en el Santuario de San Antonio en Mount Airy, Cincinnati. Hizo su profesión religiosa solemne el 8 de septiembre de 1905, tomando el nombre religioso de Walenty. Después de completar sus estudios filosóficos y teológicos, fue ordenado sacerdote el 29 de junio de 1909 en el seminario de Oldenburg, Indiana, por el obispo Denis O'Donaghue. Luego trabajó como maestro de escuela durante 9 años. Después del final de la Primera Guerra Mundial donde sirvió como capellán, fue enviado a estudiar derecho canónico en la Universidad Católica Americana en Washington D. C.. En 1921 defendió su tesis doctoral. En 1933 se convirtió en decano de la facultad de derecho. En 1939 fue elegido Definidor General de su Orden. Se mudó a Roma. Mientras estuvo en Roma, fue profesor en el Antonianum. En 1940 se convirtió en consultor de la Sagrada Congregación para la Disciplina de los Sacramentos. Después de la muerte del Ministro General Leonardo María Bello en 1944, el Papa Pio XII, nombró al reverendo padre Schaaf como general de la orden. Murió en el cargo el 1 de diciembre de 1946 en Roma. Fue enterrado en la Basílica de Nuestra Señora del Altar Celestial en Roma.